# Eubacteriàcies
Eubacteriaceae és una família de bacteris gram positius dins l'ordre Clostridiales